# Raúl Neijhorst

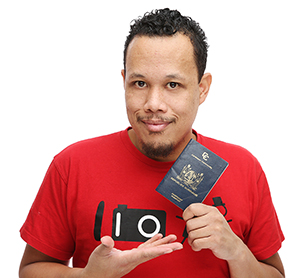
Raúl Neijhorst

Raúl Neijhorst (Paramaribo, februari 1981) is een Surinaamse fotograaf, gevestigd in Nederland.

## Biografie
Neijhorst is van Surinaamse afkomst. Hij is de jongste van vier broers en zoon van Henry Neijhorst. Na een korte studie elektrotechniek aan de Anton de Kom Universiteit kwam hij in 2000 naar Nederland om technische natuurkunde aan de TU Delft te studeren. Tijdens zijn studie kwam hij in aanraking met de fotografie. Neijhorst viel in de (amateur)fotografiewereld op omdat hij veel werkte met bouwlampen in zijn studentenkamer. Het fotografie-magazine Zoom.nl kwam daarom bij hem thuis en maakte een dvd, die in 2008 verscheen.
In 2012 maakte Zoom.nl een dvd over studiofotografie en in 2014 over naaktfotografie. In beide dvd's bood Neijhorst een kijkje achter de schermen.

## Sociale activiteiten
Neijhorst heeft een nauwe binding met zijn geboorteland. In 2010 hield hij een landelijke boekeninzameling van fotografieliteratuur die hij schonk aan de Surinaamse Fotografen Vereniging. In 2009, 2011 en 2014 verzorgde hij samen met collega Remco van Vondelen workshops in Suriname en op Curaçao.

## Prijzen
In 2008 won hij bij de fotowedstrijd "Any Body Any Image" van de Surinaamse Fotografen Vereniging de 1e, 2e, 3e en 5e wedstrijd. Ook won hij diverse bronzen, zilveren en gouden medailles over de hele wereld en verkreeg daarmee respectievelijk de AFiap-, EFiap- en EFIap/b-onderscheidingen. In november 2015 kwam Neijhorst uit met het fotoboek Suriname Beken(d)t, een boek met portretten en verhalen van 75 bekende en bijzondere Surinamers.